# تاتيباياشي (غونما)
مدينة تاتيباياشي (بالإنجليزية: Tatebayashi)‏ هي أحد المدن التابعة لمحافظة غونما. تأسست رسميًا في 01/04/1954. ويقدر عدد سكانها بـ 79023 نسمة حسب تقدير مكتب الإحصاء الياباني لعام 2012. تبلغ مساحة تاتيباياشي 60.98 كم2. بكثافة سكانية تبلغ 1296 نسمة/كم2.

## توأمة
لتاتيباياشي (غونما) اتفاقيات توأمة مع:
- تويوتا

## أعلام
- شياكي موكاي
- كويتشيرو كيمورا
- كيتشي هارا